# Tiempo de Hoy
Tiempo de Hoy fue una revista semanal de actualidad publicada en España entre 1982 y 2018, perteneciente al Grupo Zeta.

## Historia
Fue fundada el 17 de mayo de 1982 por Antonio Asensio Pizarro para crear un suplemento político que fuese independiente de la revista Interviú, del mismo Grupo Zeta. El primer director fue Julián Lago, que dirigió la publicación entre 1982 y 1987.
Con la nueva dirección de José Oneto la revista se amplió e incluyó secciones de cultura, espectáculos, sucesos, economía, deporte y también de crónica social. Fue una de las revistas informativas líderes de los años 1980 y de mediados de años 90 en España (certificado por el European Business Readership Survey), superando a Cambio 16 que tenía muy dominado el campo de información semanal.
En 1990, el nuevo director Pedro Páramo cambió el enfoque de crónica social (información sobre celebridades) a información social. Entre 1999 y 2000 el director fue Agustín Valladolid que la modernizó y con Jesús Rivasés, a partir del 13 de junio de 2000, se le dedicó más atención a la economía. En enero de 2007, con la nueva evolución de los medios digitales en Internet y el difícil panorama de las publicaciones de prensa escrita, la revista tomará un nuevo camino. Jesús Rivasés volvió a dirigir desde septiembre de 2007 en sustitución de Jesús Maraña, quien llevó a cabo un gran seguimiento informativo del Caso «Malaya» y sobre la tregua de ETA de 2006. 
La revista dejó de editarse en enero de 2018 a consecuencia de las pérdidas económicas que acumulaba.

## Exclusivas
- Fue el primer medio que recogió una entrevista a la Reina Sofía, en 1986.

- Destapó una conspiración que pretendía sacar de la Moncloa a Felipe González, gracias a una entrevista a Luis María Anson, que provocó un gran revuelo mediático.

- Su primer exclusiva importante fue sobre unas comisiones millonarias que beneficiaban a miembros de la familia real española con la venta de aviones militares.

## Directores
- Julián Lago (1982-1987).
- José Oneto (1987-1997).
- Pedro Páramo (1997-1999).
- Agustín Valladolid (1999-2000).
- Jesús Rivasés (2000-2005).
- Jesús Maraña (2005-2007).
- Jesús Rivasés (2007-2018).

## Colaboradores
A lo largo de su existencia por la revista pasaron firmas ilustres como Agustín Valladolid, José Oneto, Alfonso Guerra, Fernando Savater, Gregorio Peces-Barba, Josep Fontana, Ignacio Vidal-Folch, Alfonso Ussía, Matías Antolín, Vicente Molina Foix, Isabel Coixet, Juan Bolea, Nativel Preciado, Jesús Mariñas o Rosana Ubanell.